# El libro negro de las horas
El libro negro de las horas es una novela policiaca escrita por la española Eva García Sáenz de Urturi y publicada en 2022. Con tan sólo meses de haber sido lanzada, se convirtió en una de las novela más vendidas del año. De acuerdo a la propia Belén López Celada, directora editorial Planeta, estuvo en el top de preventa de la editorial y se situó dentro de los libros más importantes del año.
Según la Confederación Española de Gremios y Asociaciones de Libreros (CEGAL) este libro se registró como el tercero en ventas del año 2022, superando los 150 mil ejemplares. Ha sido traducida a holandés, catalán y francés, entre otros. 
En plataformas como Goodreads el libro ha tenido una buena acogida, superando las cuatro estrellas y más de 900 reseñas.

## Sinopsis
Tras su retiro como agente investigador, Unai López de Ayala decide dejar atrás su alias de Kraken y pasa sus horas entre sus familiares de su natal Vitoria y su práctica docente en la Academia. Su aparente tranquilidad se ve quebrantada cuando recibe una llamada para extorsionarlo y que pondrá a prueba sus dotes como detective y en duda se propio legado familiar. Una mujer que parece ser madre (que creía muerta hace décadas) sufrirá terriblemente si no es capaz de entregar un legendario libro medieval al criminal que se hace llamar Calibán.
En el desarrollo de esta investigación Kraken a contrarreloj, retoma sus buenas prácticas, hace uso de sus viejos contactos y se ve inmerso en el mundo de la bibliofilia, la falsificación de incunables y muchos misterios que rondan las esferas del arte y el coleccionismo de Madrid y el mundo entero. 
De manera paralela, el lector va conociendo el pasado de una mujer cuya vida transcurre unas cuatro décadas atrás en el aislamiento de un convento, pero cuyo talento servirá para conectarlo con el mundo de las artes y sus sombras.  
Concretamente la historia de desenvuelve en torno a un ejemplar improbable del Libro negro de las horas de Constanza de Navarra. 
Protagonistas:
- Unai López de Ayala, alias "Kraken": es el protagonista de obras anteriores como la trilogía de La Ciudad Blanca; investigador experto en perfilar criminales. Ha llevado una vida agitada y es reconocido por la comunidad como un ágil y resuelto policía. Pero en este libro lo vemos ya en su etapa de retiro, preocupado por guardar a su familia fuera del mundo criminal que siempre ha combatido.
- Calibán: misterioso criminal detrás del secuestro de quien parece ser madre del investigador.  muerto hace décadas en un atraco.
- Ítaca Expósito: una misteriosa joven sobre la que leemos desde el año 1972 que ha sido confiada a una institución religiosa, la cual la aísla de todo contexto social para explotar su talento extraordinario para reproducir copias de manuscritos y libros incunables.
- Goya: personaje clave para develar el misterio detrás de la madre desaparecida del investigador.

Por su inmersión en el universo de los libros raros y curiosos, sus coleccionistas y las dinámicas del comercio de éstos se le ha considerado como un "homenaje al Madrid más literario".

## Recepción y crítica
En una entrevista, la misma autora se declaraba "nublada y sorprendida"! por la acogida que había tenido este libro. 
Tan sólo al pasar tres días ya el libro debió ser reeditado, pues el primer tiraje se agotó.  
Duró diecisiete semanas en la lista de los diez libros más vendidos del año en España.
Fue seleccionado por la revista Esquire como uno de los libros que enganchan al lector desde su primera página.
Así mismo figuró como uno de los libros en español más vendidos por plataformas electrónicas.